# Lagoa Marcelino Ramos
Lagoa Marcelino Ramos é uma lagoa brasileira localizada no município de Osório, no estado do Rio Grande do Sul.